# Objeto Herbig-Haro

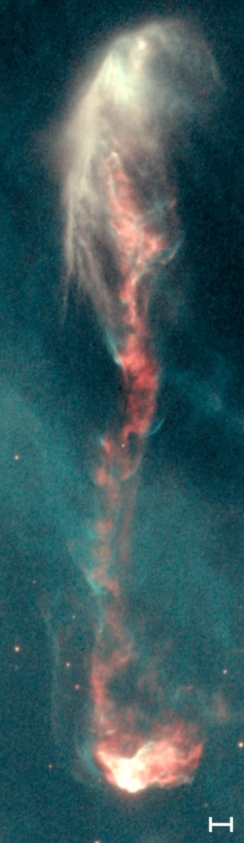
Objeto Herbig-Haro HH47. La escala indicada representa 1000 Unidades Astronómicas, equivalentes a unas 20 veces el tamaño de nuestro sistema solar.

Los objetos Herbig-Haro (denominados comúnmente objetos HH) son nebulosas asociadas con estrellas recién formadas. Estas nebulosas son de vida muy corta, del orden de unos pocos miles de años y se forman por la interacción entre el gas expulsado por la estrella central con nubes de material gaseoso y polvo interestelar colisionando a velocidades de varios kilómetros por segundo ionizando el gas. Los objetos HH son fenómenos altamente variables en el tiempo y pueden evolucionar de manera perceptible en escalas de tiempo muy cortas de unos pocos años tal y como ha sido revelado por numerosas observaciones del telescopio espacial Hubble.
Estos objetos fueron observados por primera vez a finales del siglo XIX por Sherburne Wesley Burnham, pero no se reconocieron sus peculiaridades entre las nebulosas de emisión hasta la década de 1940. Los primeros astrónomos que los estudiaron en detalle fueron Guillermo Haro y George Herbig. Haro y Herbig trabajaban independientemente en investigaciones sobre formación estelar y fueron los primeros en identificar los objetos Herbig-Haro como productos de la formación estelar y su interacción con el medio interestelar. Ambos astrónomos identificaron los primeros tres objetos de tipo HH en los años 1946 y 1947 en imágenes de la nebulosa NGC 1999 de Orión.

## Características físicas

Diagrama esquemático de la formación de un objeto de Herbig-Haro.

A comienzos de la década de 1980 las observaciones determinaron la naturaleza en forma de chorro de emisión de los objetos HH. Las estrellas en formación están frecuentemente rodeadas de discos circunestelares o discos de acrecimiento que alimentan de material a la estrella central. Estos discos persisten durante los primeros centenares de miles de años de vida de la estrella y producen fenómenos de emisión en forma de chorro de plasma (gas ionizado) perpendicular al disco. Cuando estos chorros de emisión colisionan con el medio interestelar ionizan este último produciendo los patrones de emisión brillantes observados en los objetos Herbig-Haro.
Tras sus descubrimientos, Herbig y Haro se reunieron en una conferencia de astronomía en Tucson, Arizona, en diciembre de 1949. Inicialmente, Herbig había prestado poca atención a los objetos que había descubierto, preocupado principalmente por las estrellas cercanas. El astrónomo soviético Viktor Ambartsumian le dio a los objetos su nombre (objetos Herbig-Haro o HH), y basándose en su presencia cerca de estrellas jóvenes, se sugirió que podrían representar una etapa temprana en la formación de las estrellas T Tauri.
La masa total expulsada en un objeto HH típico se estima en unas 1-20 masas terrestres, una cantidad de material muy pequeña comparada con la masa de la estrella. Las temperaturas del material que conforma el objeto HH son cercanas a los 8000-12000 K, similares a las temperaturas observadas en otras nebulosas ionizadas, como regiones H II o nebulosas planetarias. Tienden a ser regiones densas con unos miles o decenas de miles de partículas por cm³, comparada con la densidad típica de menos de 1000/cm³ en regiones H II y nebulosas planetarias.

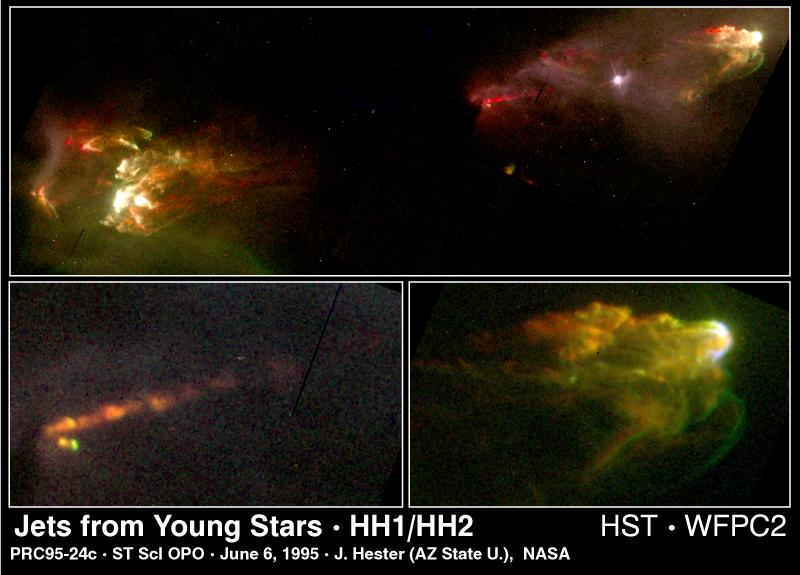
Los objetos HH HH1 y HH2 se encuentran separados por un año luz distribuidos de manera simétrica con respecto a la estrella central que expulsa el material en la dirección de los ejes polares.

Los objetos HH están formados principalmente por hidrógeno y helio, con tan sólo un 1% de la masa concentrada en elementos químicos más pesados. Cerca de la estrella central un 20-30 % del gas que conforma el objeto HH está ionizado disminuyendo esta proporción con la distancia. Esto implica que el material es ionizado en el chorro polar y se recombina al alejarse de la estrella en lugar de ser ionizado posteriormente por colisiones con el medio interestelar. Este segundo fenómeno ocurre sin embargo en algunos casos dando lugar a la formación de regiones extendidas brillantes en los extremos de los chorros.

## Formación
Las estrellas se forman por colapso gravitacional de las nubes de gas interestelar. A medida que el colapso aumenta la densidad, la pérdida de energía disminuye debido al aumento de la opacidad. Entonces se eleva la temperatura de la nube, lo que impide un mayor colapso y llega a un equilibrio hidrostático. El gas sigue cayendo hacia el núcleo en un disco giratorio, entonces es llamada como protoestrella. Parte del material se expulsa a lo largo del eje de rotación de la estrella en dos chorros de gas parcialmente ionizado (plasma).
El mecanismo para producir estos chorros bipolares de luz colimada no se comprende por completo, pero se cree que la interacción entre el disco de acrecimiento y el campo magnético estelar acelera parte del material. A estas distancias, el flujo de salida es divergente, con un abanico en un ángulo en el rango de 10−30°, pero se colima cada vez más a distancias de decenas a cientos de unidades astronómicas desde la fuente, ya que su expansión es limitada.
Los chorros también arrastran el exceso del momento angular resultante de la acumulación de material sobre la estrella, de lo contrario causaría que la estrella gire rápidamente y se desintegre. Cuando estos chorros chocan con el medio interestelar, dan lugar a pequeñas emisiones brillantes que resultan en objetos HH.

## Distribución de objetos HH
En la actualidad se conocen cerca de 500 objetos HH. Son comunes en regiones de gas ionizado (regiones HII) con presencia de formación estelar y suelen encontrarse agrupados. Muchos de ellos se encuentran cerca de glóbulos de Bok (nebulosas oscuras que a menudo contienen estrellas en formación). Frecuentemente se observa varios objetos HH cerca de una única fuente energética formando una cadena de objetos sobre la proyección del eje polar de la estrella principal.
Algunas estimaciones indican que podrían existir cerca de 150 000 objetos HH en nuestra galaxia, la mayoría de los cuales se encontrarían demasiado alejados para poder ser observados con los instrumentos actuales. La mayoría de los objetos HH se encuentran a menos de 0.5 pársecs (pc) de la estrella principal con tan solo unos pocos con material más lejano que 1 pc.